# Cadentia duriuscula
Die Cadentia duriuscula (lateinisch, „etwas harte Kadenz“) ist nach Christoph Bernhard (1628–1692) eine musikalische Figur, die er – wie Passus duriusculus und Saltus duriusculus – dem „stylus communis“ zuordnet. Demnach war die besondere Form der Dissonanzbehandlung, um die es hier geht, in Kirchen- und Tafelmusik sowie in Sonaten des 17. Jahrhunderts gebräuchlich.
Bernhard zufolge sind „Cadentiae duriusculae […], welche etwas seltsame Dissonantzen vor denen beyden Schluß-Noten annehmen“. Seine Beispiele zeigen jeweils über dem viertletzten Basston eine dissonante Quarte und über dem drittletzten Basston eine unvorbereitete Septime:
Cadentiae duriusculae werden vorwiegend in „Solociniis und meistentheils in Arien und Tripeln“ gebraucht, sind jedoch nach Bernhards Dafürhalten „beßer […] gäntzlich zu meiden“.